# Kanadas damlandslag i bandy
Kanadas damlandslag i bandy representerar Kanada i bandy på damsidan. Första matchen spelades den 3 december 2005 på John Rose Minnesota Oval i Roseville i delstaten i Minnesota i USA. USA stod för motståndet, och matchen slutade 2-2 .
Dagen därpå vann Kanada en ny match mot USA med 3-1. Kanadas damer deltog vid världsmästerskapet 2006 i USA och slog USA med 1-0 i gruppspelet, och ställdes mot USA i matchen om femte plats, där Kanada dock förlorade med 0-2.  Vid världsmästerskapet 2007 i Ungern var man ett straffavgörande från brons. Vid världsmästerskapet 2008 i Sverige slutade Kanada på femte plats.
Laget består främst av ringettespelare från Manitoba Jets.

## Kanada i världsmästerskap
| Turnering     | Slutplacering |
| ------------- | ------------- |
| USA 2006      | 6             |
| Ungern 2007   | 4             |
| Sverige 2008  | 5             |
| Norge 2010    | 4             |
| Ryssland 2012 | 4             |
| Finland 2014  | 5             |
| USA 2016      | 4             |